# Raven Rock Mountain Complex
Le Raven Rock Mountain Complex (« complexe montagneux de Raven Rock », RRMC), aussi connu comme le site R, est un camp militaire américain situé sur la montagne Raven Rock, dans l'État de Pennsylvanie, aux États-Unis. Cette installation souterraine de la guerre froide, plus précisément située dans le comté d'Adams, se situe à l'est de Waynesboro en Pennsylvanie et au nord-est de Camp David dans le Maryland.
Elle a servi de décors pour la série télévisée Jeremiah et le film Oblivion (2013). L'installation est aussi présente dans le jeu vidéo Fallout 3 (2008).

## Crédits
- (en) Cet article est partiellement ou en totalité issu de l’article de Wikipédia en anglais intitulé « Raven Rock Mountain Complex » (voir la liste des auteurs).